# Montjustin-et-Velotte
Montjustin-et-Velotte ist eine Gemeinde im französischen Département Haute-Saône in der Region Bourgogne-Franche-Comté.

## Geographie
Montjustin-et-Velotte liegt auf einer Höhe von 350 m über dem Meeresspiegel, acht Kilometer nordwestlich von Villersexel und etwa 16 Kilometer östlich der Stadt Vesoul (Luftlinie). Das Dorf erstreckt sich im zentralen Teil des Departements, an aussichtsreicher Lage auf einem schmalen Sattel zwischen dem Burghügel und dem Mont Essut, westlich des Tals des Lauzin.
Die Fläche des 7,54 km² großen Gemeindegebiets umfasst einen Abschnitt in der gewellten Landschaft zwischen dem Becken von Vesoul im Westen und der Ebene von Lure im Osten. Der nördliche Teil des Gebietes wird von der Alluvialniederung des Lauzin eingenommen, der für die Entwässerung nach Süden zum Ognon sorgt. Er nimmt mehrere kurze Seitenbäche auf, unter anderen den Ruisseau de la Corvée d'Agrey. Die Niederung liegt auf durchschnittlich 280 m und weist eine Breite von bis fünf Kilometern auf. Sie wird überwiegend landwirtschaftlich genutzt, doch gibt es mit dem Bois de Chassagne auch eine größere Waldfläche. Im Bereich des Hügels von Montjustin verengt sich die Talebene wieder auf eine Breite von weniger als einem Kilometer. An mehreren Orten wird der Lauzin zu Weihern aufgestaut.
Der südliche Gemeindeteil ist wesentlich stärker reliefiert. Östlich des Lauzin erstreckt sich das Gemeindeareal bis an den Hang des Mont Gédry. Westlich des Tals befinden sich der Montjustin, auf dem mit 396 m die höchste Erhebung von Montjustin-et-Velotte erreicht wird, der Mont Essut (377 m) und die Höhen des Mont d'Autrey. In geologisch-tektonischer Hinsicht besteht das Gelände zur Hauptsache aus einer Wechsellagerung von sandig-mergeligen und kalkigen Sedimenten, die während der Lias (Unterjura) abgelagert wurden. Die Höhen von Montjustin sind aus einer widerstandsfähigen Kalkschicht der mittleren Jurazeit aufgebaut.
Die Doppelgemeinde besteht aus dem Ort Montjustin (350 m) auf dem Sattel, dem Weiler Velotte (310 m) am westlichen Talhang des Lauzin und einigen Einzelhöfen. Nachbargemeinden von Montjustin-et-Velotte sind Mollans im Norden, Arpenans im Osten, Oricourt, Oppenans und Borey im Süden sowie Autrey-lès-Cerre und Liévans im Westen.

## Geschichte
Das Gemeindegebiet war schon sehr früh besiedelt. Auf der Flur Le Fenis wurden Überreste eines gallorömischen Tempels und zahlreiche Münzen entdeckt (Ausgrabungen befinden sich heute im Museum in Vesoul). Aus der Merowingerzeit stammt ein Gräberfeld.
Erstmals urkundlich erwähnt wird Montjustin im Jahr 1123. Im Mittelalter gehörte das Dorf zur Freigrafschaft Burgund und darin zum Gebiet des Bailliage d’Amont. Montjustin bildete den Mittelpunkt einer Herrschaft. Die lokale Adelsfamilie, seit dem 12. Jahrhundert belegt, erlosch 1531. Anschließend erfuhr die Herrschaft zahlreiche Besitzerwechsel, bevor sie an die Familie Millot kam und 1746 zur Baronie erhoben wurde. Zusammen mit der Franche-Comté gelangte Montjustin mit dem Frieden von Nimwegen 1678 definitiv an Frankreich. Seit der Zeit der Französischen Revolution bildeten Montjustin und Velotte eine Doppelgemeinde. Der Ortsname wurde von Mont-Justin et Velotte (1801) zu Montjustin geändert; 1962 wurde die Gemeinde offiziell in Montjustin-et-Velotte umbenannt. Heute ist Montjustin-et-Velotte Mitglied des 12 Ortschaften umfassenden Gemeindeverbandes Communauté de communes des Grands Bois.

## Sehenswürdigkeiten
Die Dorfkirche von Montjustin stammt ursprünglich aus dem 12. Jahrhundert, wurde später aber mehrfach umgestaltet. Die ältesten erhaltenen Bauteile sind Chorraum und Seitenkapelle aus dem 14. Jahrhundert und ein Portal im Flamboyantstil; das Schiff wurde im 18. Jahrhundert neu errichtet. Zur Ausstattung gehören Grabplatten, Mobiliar aus dem 17./18. Jahrhundert und ein Kreuz aus dem 15. Jahrhundert.
Von der ursprünglichen mittelalterlichen Burg sind Ruinen erhalten. Das heutige Château de Montjustin stammt aus dem 19. Jahrhundert.

## Bevölkerung
| Jahr                       | 1962 | 1968 | 1975 | 1982 | 1990 | 1999 | 2006 |
| Einwohner                  | 176  | 166  | 145  | 137  | 122  | 125  | 132  |
| Quellen: Cassini und INSEE |      |      |      |      |      |      |      |

Mit 121 Einwohnern (1. Januar 2022) gehört Montjustin-et-Velotte zu den kleinen Gemeinden des Département Haute-Saône. Nachdem die Einwohnerzahl in der ersten Hälfte des 20. Jahrhunderts deutlich abgenommen hatte (1901 wurden noch 277 Personen gezählt), wurden seit Beginn der 1980er Jahre nur noch geringe Schwankungen verzeichnet.

## Wirtschaft und Infrastruktur
Montjustin-et-Velotte ist noch heute eine vorwiegend durch die Landwirtschaft (Ackerbau, Weinbau, Obstbau und Viehzucht) geprägte Gemeinde. Die Wasserkraft des Lauzin wurde früher für den Betrieb einer Mühle genutzt. Außerhalb des primären Sektors gibt es nur wenige Arbeitsplätze im Ort. Einige Erwerbstätige sind deshalb Wegpendler, die in den größeren Ortschaften der Umgebung und in der Agglomeration Vesoul ihrer Arbeit nachgehen.
Die Ortschaft liegt abseits der größeren Durchgangsachsen an einer Departementsstraße, die von Autrey-lès-Cerre nach Arpenans führt. Weitere Straßenverbindungen bestehen mit Liévans, Oppenans und Borey.